# Syracuse Nationals 1961-1962
La stagione 1961-62 dei Syracuse Nationals fu la 13ª nella NBA per la franchigia.
I Syracuse Nationals arrivarono terzi nella Eastern Division con un record di 41-39. Nei play-off persero la semifinale di division con i Philadelphia Warriors (3-2).

## Roster
| N° | Naz.                   | Ruolo | Sportivo       | Anno | Alt. | Peso |
| -- | ---------------------- | ----- | -------------- | ---- | ---- | ---- |
| 4  | Stati Uniti (bandiera) | AC    | Dolph Schayes  | 1928 | 201  | 88   |
| 5  | Stati Uniti (bandiera) | G     | Paul Neumann   | 1938 | 185  | 79   |
| 10 | Stati Uniti (bandiera) | AC    | Red Kerr       | 1932 | 206  | 104  |
| 11 | Stati Uniti (bandiera) | C     | Swede Halbrook | 1933 | 221  | 107  |
| 12 | Stati Uniti (bandiera) | A     | Joe Roberts    | 1936 | 198  | 97   |
| 15 | Stati Uniti (bandiera) | GA    | Hal Greer      | 1936 | 188  | 79   |
| 20 | Stati Uniti (bandiera) | A     | Dave Gambee    | 1937 | 198  | 98   |
| 21 | Stati Uniti (bandiera) | G     | Larry Costello | 1931 | 185  | 84   |
| 22 | Stati Uniti (bandiera) | A     | Lee Shaffer    | 1939 | 201  | 100  |
| 23 | Stati Uniti (bandiera) | AC    | Joe Graboski   | 1930 | 201  | 88   |
| 23 | Stati Uniti (bandiera) | A     | Chuck Osborne  | 1939 | 198  | 95   |
| 24 | Stati Uniti (bandiera) | G     | Al Bianchi     | 1932 | 191  | 84   |

## Staff tecnico
- Allenatore: Alex Hannum